# Manuel Ribeiro Viana
Manuel Ribeiro Viana, primeiro barão de Santa Luzia (1768 — 29 de janeiro de 1844), foi um nobre brasileiro.
Antes de receber o título nobiliárquico, foi casado com Mariana Isabel Pinto de Souza e teve vários filhos, porém ficou viúvo em 12 de maio de 1810. Mais tarde, em 23 de outubro de 1824, casou-se com sua segunda esposa, Maria Alexandrina de Almeida Franco, com quem não teve filhos. Após o falecimento de Manuel, Maria Alexandrina se casou com Quintiliano Rodrigues da Rocha Franco, 2º barão de Santa Luzia.
Além de ser Tenente Coronel e Comendador, também era comerciante, vereador e acionista fundador do Banco do Brasil.
O barão e sua esposa foram responsáveis pela fundação e financiamento do Hospital São João de Deus, destinado a atender enfermos pobres em Santa Luzia. Além disso, eles também foram os fundadores do Teatro de Santa Luzia, localizado próximo à sua residência.
O Teatro de Santa Luzia foi construído em comemoração ao aniversário natalício do imperador Dom Pedro I, em 12 de outubro de 1825. O barão e sua esposa tinham grande interesse em promover a cultura e as artes, e o teatro se tornou um importante centro de entretenimento na época.